# Павел Христов (офицер)
 Тази статия е за генерала.  За дееца на ВМОРО вижте Павел Христов (революционер).  
Павел Петров Христов е български офицер (генерал от пехотата).

## Биография
В края на 1878 г. постъпва във Военното училище в София и завършва с първия випуск през 1879 г. На 10 май 1879 г. е произведен в чин подпоручик. Веднага след завършването като младши офицер е зачислен в 5-а пехотна орханийска дружина, а след това, през 1880 г. в 3-та пехотна радомирска дружина. На 30 август 1882 г. е повишен в чин поручик. През 1883 г. е командирован в Русия, къде служи в Заморския пехотен полк, след което в 59-и пехотен Любленски полк. През същата година постъпва във Военно юридическата академия в Санкт-Петербург, но на следващата година е откомандирован в България и зачислен като командир на рота в 15-а свищовска пехотна дружина от 3-ти пехотен бдински полк. На 30 август 1885 е произведен в чин капитан. На 13 септември 1885 г. е назначен за командир на 3-та дружина от 3-ти пеши Бдински полк.

### Сръбско-българска война (1885)
През Сръбско-българската война (1885) е командир на 3-та дружина в 3-ти пехотен бдински полк, след което е командир на 1-ва дружина от същия полк, сражава се при височината „Три уши“ на Сливнишката позиция и в Пирот.
След войната, на 17 април 1887 г. е произведен в чин майор, командва 13-и пехотен рилски полк, а след това служи във военното училище и Военното министерство (Главното интендантство). През 1888 г. командва 10-и пехотен рилски полк. На 2 август 1891 е повишен в чин подполковник и през същата година е командир на 22-ри пехотен резервен полк и 3-ти пехотен бдински полк. На 2 август 1895 е произведен в чин полковник, от 1899 г., командва 2-ра бригада от 1-ва пехотна софийска дивизия. През 1904 г. е произведен в чин генерал-майор, след което същата година е назначен за командир на 9-а пехотна плевенска дивизия.

### Балканска война (1912 – 1913)
По време на Балканската война (1912 – 1913) е началник на 5-а пехотна дунавска дивизия (1910 – 1913). В Лозенградската операция тя е разположена на левия български фланг, като осъществява настъплението срещу Лозенград от село Ериклер на юг. На 15 октомври* 1912 г. именно с атаката на 5-а дивизия започва Люлебургазко-Бунархисарската операция (15 – 19 октомври). Участва също в Чаталджанската операция.

### Междусъюзническата война (1913)
През Междусъюзническа война (1913) с дивизията си се сражава срещу сърбите при Княжевац и Зайчар, а после с част от дивизията – при Клисура, Власина и Сурдулица. След края на войната, на 17 август 1913 г. е повишен в чин генерал-лейтенант и преминава в запаса.

### Първа световна война (1915 – 1918)
В Първата световна война (1915 – [918) е мобилизиран. През септември 1915 е назначен за Инспектор на пограничната стража. Началник е на Софийския укрепен пункт, който е формиран през юни 1913 със задачата да осигури отбраната на София, който по време на войната и до 1917 г. се намира в Ниш. През 1915 г. е Генерал-губернатор на Морава. В началото на 1916 г. е назначен в Главната квартира като офицер за особени поръчки. На 25 март 1917 г. е произведен в чин генерал от пехотата.
След края на войната, на 23 октомври 1918 г. е отново уволнен от армията и преминава в запаса. През 1920 г. за кратко време е градоначалник на столицата.
Генерал от пехотата Павел Христов умира в 3 часа сутринта на 7 юли 1921 г. в София.

## Военни звания
- Прапоршчик (10 май 1879)
- Подпоручик (1 ноември 1879, преименуван)
- Поручик (30 август 1882)
- Капитан (30 август 1885)
- Майор (17 април 1887)
- Подполковник (2 август 1891)
- Полковник (2 август 1895)
- Генерал-майор (1904)
- Генерал-лейтенант (17 август 1917)
- Генерал от пехотата (23 октомври 1918)

## Награди
- Орден „За храброст“ III и IV степен 2-ри клас
- Орден „Свети Александър“ II степен с мечове по средата
- Орден „За военна заслуга“ II степен
- Орден „Стара планина“ I степен с мечове, посмъртно[3]